# Michele Campanella
Michele Campanella   (Nàpols, 5 de juny de 1947) és un pianista italià que s'especialitza en la música de Franz Liszt, i també és director d'orquestra.
Campanella va néixer a Nàpols el 1947. Va guanyar el premi Alfredo Casella als 19 anys, després d'estudiar amb Vincenzo Vitale. Això va provocar una carrera de performance internacional, portant-lo a molts països (Regne Unit, Estats Units, Austràlia, Xina, Argentina, Brasil), presentant-se regularment a festivals internacionals de música com Lucerna, Viena, Berlín, Praga, Taormina, Torí i Pesaro, i treballant amb conductors com Claudio Abbado, Gianluigi Gelmetti, Vernon Handley, Eliahu Inbal, Sir Charles Mackerras, Zubin Mehta, Riccardo Muti, Georges Prêtre, Esa-Pekka Salonen, Wolfgang Sawallisch, Thomas Schippers, Hubert Soudant i Christian Thielemann.
També és un interpret de música de cambra habitual, i sovint ha aparegut amb Salvatore Accardo, Rocco Filippini i Claudio Desideri.
Ha dedicat temporades completes a un sol compositor: Franz Liszt, Ludwig van Beethoven, Johannes Brahms.
Ha enregistrat les obres completes de concerts de piano de Beethoven, els concerts de piano de Mozart, les variacions completes de Brahms, i les rapsòdies completes hongareses i moltes de les transcripcions principals de Liszt. Per als seus enregistraments de Liszt, Campanella va rebre el Gran Premi du Disc de la Societat Franz Liszt de Budapest el 1976, 1977 i 1998, així com el "Premio della crítica discografica italiana" el 1980. També va rebre els premis Fondazione Premio Napoli i Fondazione Guido i Roberto Cortese. Campanella també ha gravat obres de Mily Balakirev, Ferruccio Busoni, Frédéric Chopin, Muzio Clementi, Modest Mussorgsky, Francis Poulenc, Maurice Ravel, Gioachino Rossini, Camille Saint-Saëns, Domenico Scarlatti, Franz Schubert, Pyotr Ilyich Tchaikovsky i Carl Maria von Weber.
Campanella és professora de piano a l'Accademia Musicale Chigiana de Siena. També és membre de l'Accademia Nazionale di Santa Cecilia. Imparteix classes magistrals anuals a la Villa Rufolo de Ravello.
Ha actuat com a director d'orquestra i solista amb diverses orquestres italianes, entre les quals hi ha l'Orquestra dell'Accademia Nazionale di Santa Cecilia, l'ORT-Orchestra della Toscana, l'Orquestra Haydn de Bolzano i Trento, I Filarmonici di Verona i l'Orquestra de la Càmera de Pàdua.